# Султан, Соня
Соня Султан (Sonia E. Sultan; род. 1958, Массачусетс) — американский эволюционный эколог растений, специалист в области eco-devo. Доктор философии (Гарвард), именной профессор (Alan M. Dachs Professor) Уэслианского университета, завкафедрой биологии. Член Connecticut Academy of Science and Engineering. Лауреат Wesleyan Prize for Excellence in Research.
Окончила Принстон (бакалавр summa cum laude истории и философии науки), степени магистра MA и доктора философии получила в Гарварде. После окончания Принстона и перед поступлением в Гарвард на протяжении двух лет путешествовала по миру. Будучи аспиранткой работала с экологом растений Fakhri A. Bazzaz и популяционным генетиком Ричардом Левонтином, а также опубликовала влиятельный обзор в Evolutionary Biology. Являлась постдоком в Калифорнийском университете в Дейвисе, где провела три года, а в 1994 году устроилась на кафедру биологии Уэслианского университета. Состояла в редколлегиях American Naturalist, Ecology, New Phytologist. В 2018 году стала первой женщиной, удостоившейся прочитать престижную ежегодную лекцию в честь Дня Дарвина в Университете Глазго.
В 2015 вышла её монография Organism and Environment: Ecological Development, Niche Construction and Adaptation (Oxford University Press). В Trends in Ecology and Evolution книга была названа "знаковым томом" (“landmark volume”).
Публиковалась в Trends in Plant Science, BioEssays, Ecology и др.